# Brandon (Kolorado)
Brandon – jednostka osadnicza w Stanach Zjednoczonych, w stanie Kolorado, w hrabstwie Kiowa.